# NGC 6772
NGC 6772 је планетарна маглина у сазвежђу Орао која се налази на NGC листи објеката дубоког неба.
Деклинација објекта је - 2° 42' 22" а ректасцензија 19h 14m 36,4s. Привидна величина (магнитуда) објекта NGC 6772 износи 12,7 а фотографска магнитуда 14,2. NGC 6772 је још познат и под ознакама PK 33-6.1, CS=18.4.